# Aree naturali protette del Trentino-Alto Adige
La Regione Autonoma Trentino-Alto Adige ha delegato la competenza sulla tutela del territorio e dell'ambiente alle due province autonome di Trento e Bolzano.
A parte il Parco nazionale dello Stelvio che si estende comprendendo aree di entrambe le province (ma anche della Lombardia), le altre aree protette e la loro gestione sono suddivise fra le due province nella maniera seguente:

## Provincia di Bolzano

### Parchi naturali provinciali

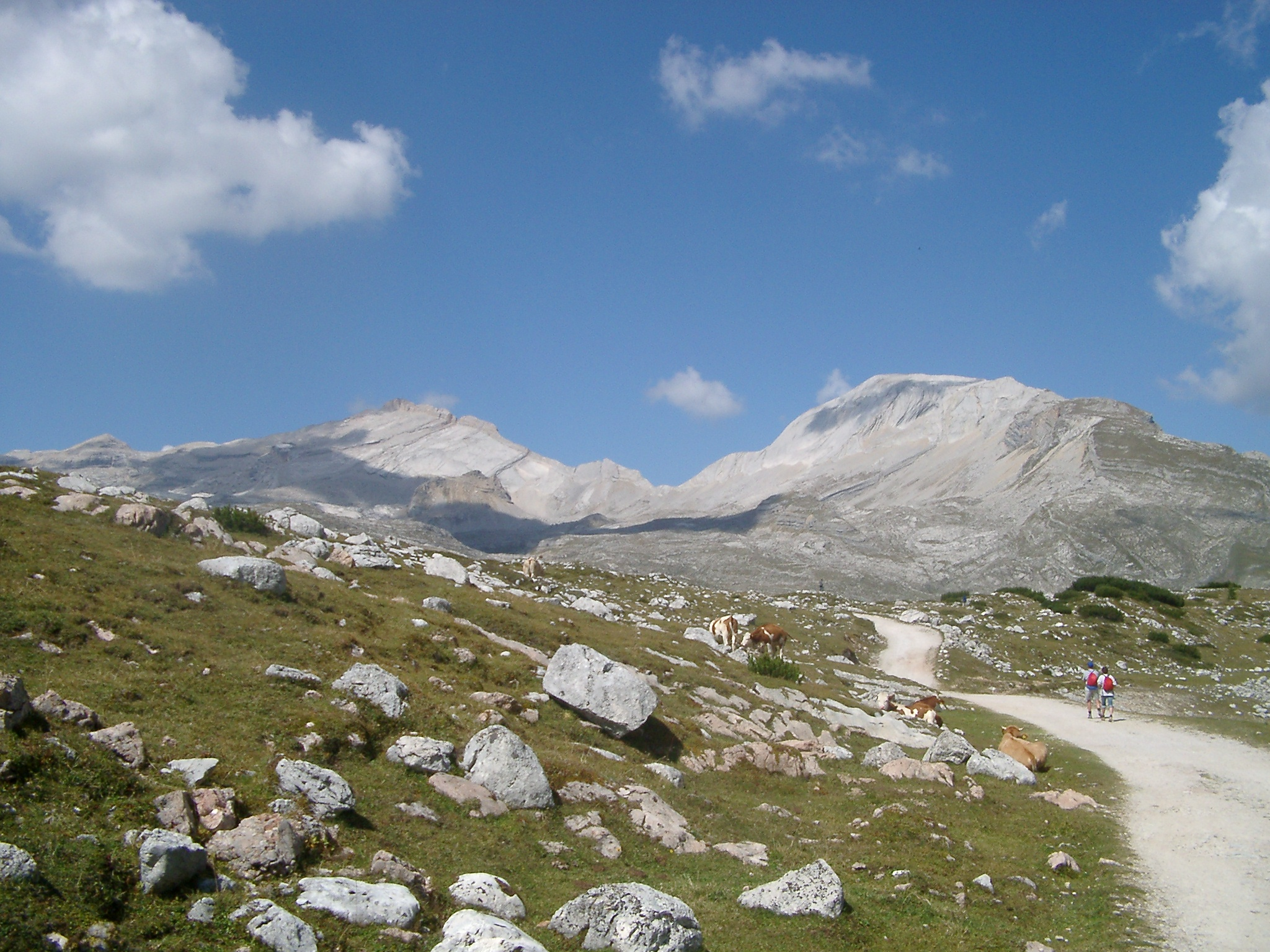
L'Alpe di Fanes, sullo sfondo le Dolomiti

Nel territorio provinciale si trovano sette parchi naturali: 
- Parco naturale dello Sciliar-Catinaccio
- Parco naturale Gruppo di Tessa
- Parco naturale Puez-Odle
- Parco naturale Fanes - Sennes - Braies
- Parco naturale Monte Corno
- Parco naturale Tre Cime
- Parco naturale Vedrette di Ries-Aurina

È in fase di elaborazione (febbraio 2018) la costituzione del Parco naturale Alpi di Sarentino.

### Biotopi provinciali

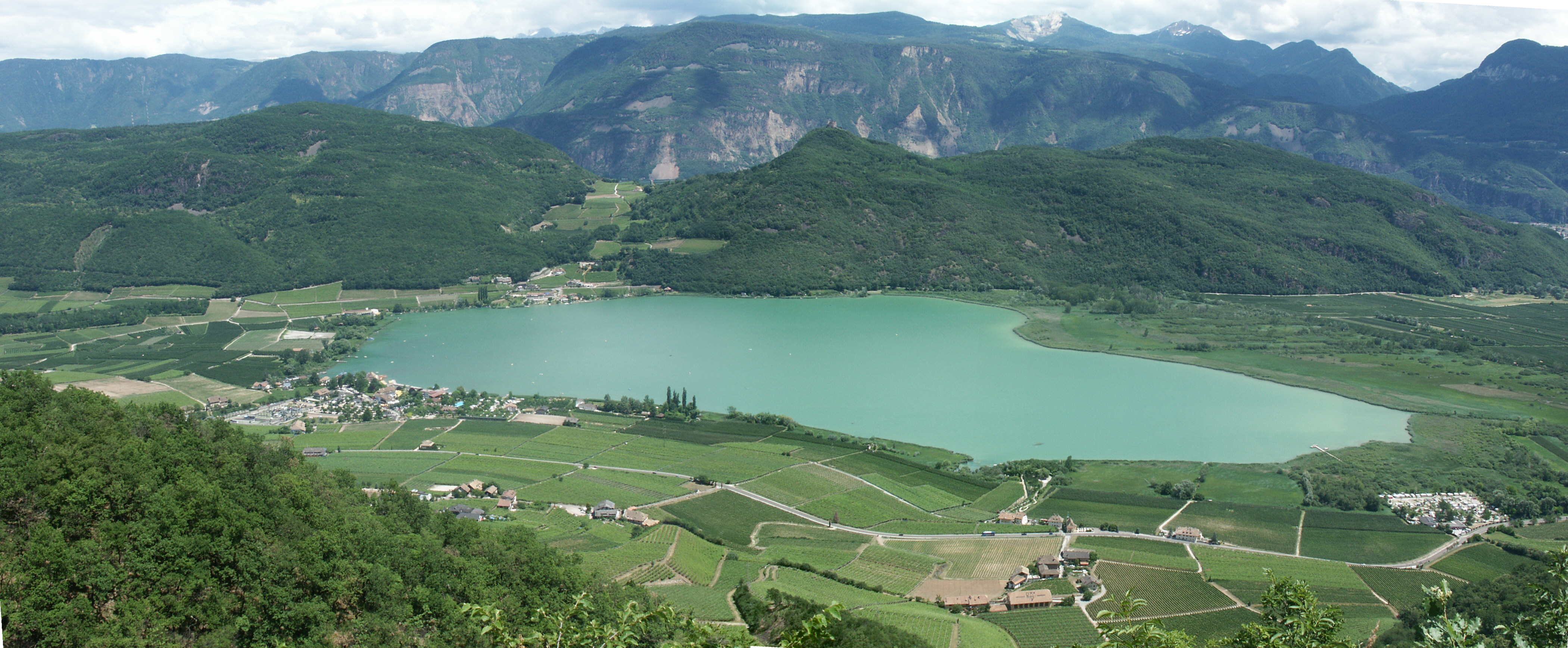
Il biotopo Lago di Caldaro

La tutela degli habitat di specie rare o minacciate avviene tramite la designazione di aree protette chiamate biotopi, di seguito un elenco dei biotopi di interesse provinciale:
- Biotopo Alte Etsch - Colsano - (Alte Etsch - Galsaun)
- Biotopo Buche di ghiaccio - (Eislöcher)
- Biotopo Castelfeder
- Biotopo Gisser Auen
- Biotopo Laghetto di Gargazzone - (Gargazoner Lack)
- Biotopo Lago di Caldaro - (Kalterer See)
- Biotopo Monte Covolo - Nemes - (Seikofel-Nemes)
- Biotopo Ontaneti di Postal - (Burgstaller Auen)
- Biotopo Ontaneto di Cengles - (Tschenglser Au)
- Biotopo Ontaneto di Oris - (Eyrser Au)
- Biotopo Ontaneto di Sluderno - (Schludernser Au)
- Biotopo Palù Raier - (Raier Moos)
- Biotopo Palude del Lago di Varna - (Vahrner Seemoor)
- Biotopo Palude Lago di Vizze - (Pfitscher Seemoor)
- Biotopo Paludèl - (Adlermösl)
- Biotopo Prà Millan - (Millander Au)
- Biotopo Sanderau
- Biotopo Sommersurs
- Biotopo Tammerlemoos
- Biotopo Torbiera di Rasun - (Rasner Möser)
- Biotopo Torbiera Purschtal - (Pürschtalmoor)
- Biotopo Torbiera Totes Moos
- Biotopo Torbiera Tschingger (Tschinggermoor)
- Biotopo Torbiera Wölfl - (Wölflmoor)
- Biotopo Valsura - (Falschauer)
- Biotopo Wangerau
- Biotopo Wiesermoos

A questi si affianca un elevato numero di biotopi di dimensioni più ridotte e di interesse locale o comunale.

### Natura 2000
La aree appartenenti alla rete Natura 2000 si sovrappongono talvolta ai biotopi di interesse provinciale, alcune di esse sono comprese nei parchi naturali. Le zone di protezione speciale sono 17, i siti di interesse comunitario sono 44.

### Altre aree protette
L'Alto Adige offre inoltre nelle sue montagne e valli innumerevoli monumenti naturali: 
- di tipo biologico come i larici millenari in Val d'Ultimo;
- di tipo geologico come le piramidi di terra (le più famose sono le piramidi di Plata e le Piramidi di terra del Renon) o la gola di Bletterbach, un canyon vicino ad Aldino;
- di tipo idrologico come i laghi di Saldura nel comune di Malles Venosta.

## Provincia di Trento

### Parchi naturali provinciali
Due sono i parchi naturali della provincia autonoma di Trento:
- Parco naturale provinciale dell'Adamello-Brenta
- Parco naturale Paneveggio - Pale di San Martino

### Reti di riserve
Con la Legge Provinciale 11/2007 "Governo del territorio forestale e montano, dei corsi d'acqua e delle aree protette", sono state istituite le Reti di riserve con lo scopo di gestire in maniera unitaria le aree protette della rete Natura 2000. Ad inizio 2018 le Reti di riserve sono nove alle quali si aggiunge un parco naturale locale:
- Parco naturale locale Monte Baldo (ex Rete di riserve Monte Baldo)[3]
- Rete di Riserve Alpi Ledrensi
- Rete di Riserve Bondone
- Rete di Riserve Alta Val di Cembra – Avisio
- Rete di Riserve del fiume Sarca - alto corso
- Rete di Riserve del fiume Sarca - basso corso
- Rete di Riserve della Val di Fassa
- Rete di Riserve Fiemme-Destra Avisio
- Rete di Riserve Alto Noce
- Rete di Riserve della Valle del Chiese

### Riserve e biotopi provinciali
Vi è poi un'estesa rete di riserve e biotopi provinciali, alcuni di estensione limitata a pochi ettari, la maggioranza sono compresi all'interno delle reti di riserve. 
- Riserva naturale provinciale Palù Longa
- Biotopo Prà delle Nasse
- Biotopo Sorgente Resenzuola
- Biotopo Fontanazzo
- Biotopo Masi Carretta
- Biotopo I Mughi
- Biotopo Palude di Roncegno
- Biotopo Paludi di Sternigo
- Biotopo Laghestel di Piné
- Biotopo Le Grave
- Biotopo Inghiaie
- Biotopo Canneto di Levico
- Biotopo Lago Pudro
- Biotopo Lago Costa
- Biotopo Pizè
- Biotopo Canneti di San Cristoforo
- Biotopo Monte Barco
- Biotopo Lagabrun
- Biotopo Prati di Monte
- Biotopo Lona-Lases
- Biotopo Torbiera delle Viote
- Biotopo Foci dell'Avisio
- Biotopo La Rupe
- Biotopo Lago di Toblino
- Biotopo Palù Longia
- Biotopo Palù Tremole
- Biotopo Palù di Tuenno
- Biotopo La Rocchetta
- Biotopo Lago d'Idro
- Biotopo Palù di Boniprati
- Biotopo Fiavé
- Biotopo Lomasona
- Biotopo Marocche di Dro
- Biotopo Monte Brione
- Biotopo Palù di Borghetto
- Biotopo Torbiera Ecchen
- Biotopo Lago di Loppio
- Biotopo Lavini di Marco
- Biotopo Prà dell'Albi-Cei
- Biotopo Taio
- Biotopo Adige  (SIC)
- Biotopo Lago d'Ampola
- Riserva naturale guidata della Scanuppia
- Riserva naturale guidata di Campobrun
- Riserva naturale provinciale Corna Piana
- Riserva naturale integrale delle Tre Cime del Monte Bondone
- Riserva naturale Lago Nero
- Biotopo Palù dei Mugheri

### Natura 2000
Nella provincia di Trento si trovano 135 Zone speciali di conservazione (ZSC) e 19 Zone di protezione speciale (ZPS).

### Altre aree protette
Il territorio compreso tra il Lago di Garda e le Dolomiti di Brenta e che include le Alpi Ledrensi e le Giudicarie esteriori, nel 2015 ha ottenuto il riconoscimento di Riserva della Biosfera con il nome "Alpi Ledrensi e Judicaria - dalle Dolomiti al Garda".

#### Zone umide

Il lago di Tovel.

Zone umide riconosciute dalla Convenzione di Ramsar:
- Lago di Tovel